# دیبکلو (هریس)

## دیبکلو یکی از روستاهایاستان آذربایجان شرقیاست که درشهرستان هریسواقع شده‌است.
- موقعیت جغرافیای روستا: روستای دیبکلو از نظر تقسیمات کشوری در استان آذربایجان شرقی، شهرستان هریس، بخش خواجه، دهستان مواضع خان شمالی واقع شده‌است. این روستا تقریباً در ۶۴ کیلومتری تبریز و ۳۸ کیلومتری شهر خواجه (همسایگی روستاهای هفدران، هرزنق، نیچران) قرار دارد.
- وجه تسمیه: نام دیبکلو یا دبکلو از نظر معنی و مفهوم کاملاً یک کلمه آذربایجانی است و به معنای جایی است که در آن دیبک قرار دارد و دیبک در زبان ترکی آذربایجانی وسیله‌ای است که با ایجاد گودی در تنه درخت یا سنگ درست می‌شود و از آن برای خرد کردن مواد غذای از قبیل گوشت یا غلات یا ادویه جات و… استفاده می‌کنند (تقریباً کار هاون را انجام می‌دهد) و این نامگذاری به این دلیل است که یک سنگ سیاه به این شکل در این محل وجود دارد.
- جمعیت: بر اساس سرشماری عمومی نفوس و مسکن ۱۳۹۵ ایران، جمعیت روستای دیبکلو ۲۷۶ نفر شامل ۱۳۸ مرد و ۱۳۸ زن در قالب ۸۹ خانوار ثبت گردیده است.
- قدمت: براساس شواهد به دست آمده ازقبیل تنور یا پی ساختمان و سفال و چاه در مناطقی از اراضی روستای دیبکلو مثلاً منطقه «قطور»، «رستم لو»، «زنجیرلو» و «کُهلیق بلاغی» موقع شخم زدن، کندن و زراعت حاکی از این مطلب می‌باشد که این روستا در زمان‌های دور در چندین نقطه فوق بنا شده و در اثر حوادثی از قبیل زلزله، بارش برف زیاد، ناامنی و… تخریب شده و در نقطه دیگر تجدید بنا گردیده است. بنای فعلی این روستا بر مبنای نقل قول‌های شفاهی، تقریباً به اواخر قرن ۱۲ و اوایل قرن ۱۳ هجری شمسی می‌رسد.
- ایل و تبار: چنانچه نقل قول است قبل از بنای روستای فعلی منطقه این اراضی را به کوچ نشینان منطقه ارسباران اجاره می‌داده‌اند؛ شاهد بر این قضیه نامگذاری مناطقی از این روستا از قبیل "مشهد یوردی"، "ولو یوردی"، و "یورد یری" که بر اساس اتراق و کوچ عشایر نامگذاری شده‌اند، می‌باشد. بعداً طایفه‌ای از "ایمان کردلی" که سلسلهٔ بزرگ از قبایل ایران می‌باشد و در مناطقی از کردستان و قم ساکن بودند. بنا به دلایل و وقایع زمان خود در نقاط مختلف آذربایجان از جمله روستای دیبکلو سکونت گزیدند که می‌توان از بزرگان این طایفه به "حاج شکر" و "حاج قاسم" اشاره کرد. بعد از چندین سال افرادی به نام‌های "محمد" و "زمان" که از روستاهای شهرستان اهر (احتمالاً روستای دیزج) بودند نیز در این روستا ساکن شدند که بزرگ طایفه "محمدلو" بودند و به تدریج و با ورود خانواده‌ها و افرادی از روستای "لَژّبلاغ" و همچنین از روستاهای مجاور تبریز "حسنلو"، "هیبت بیگلو"، و… چون "مهدی لو"، "تقی لو"، "بایراملو" و… در کل این روستا از سه طایفه بزرگ به نام‌های "ایمان کردلو"، "محمدلو" و "لَژّ بلُاغ لو" تشکیل می‌شود.
- درصد باسوادی: حدود ۳۰ درصد از متولدین روستا در دوره‌های عالی تحصیل کرده‌اند (تحصیلات عالی مربوط به اهالی ساکن در شهرهاست).
- محصولات: (درگذشته و حال) از عمده محصولات و تولیدات کشاورزی این روستا می‌توان به گندم، جو، عدس، ارزن، نخود، یونجه، شبدر، سیب زمینی، هویج، چغندر و انواع سبزی جات و از میوه‌های درختی می‌توان به سیب، گردو، زردآلو و… اشاره نمود و از طرفی اهالی این روستا به شغل دامداری و زنبورداری نیز می‌پردازند و از صنایع دستی می‌توان به تولید فرش، گلیم، جاجیم، جوراب و سبد و… اشاره نمود.
- وضعیت آب و هوا و گردشگری: این روستا به علت واقع شدن در منطقه کوهستانی دارای آب و هوای معتدل و کوهستانی می‌باشد مخصوصاًدرفصل بهار و تابستان زیباترین و دلنشین‌ترین مناظر را دارد که چشم هر بیننده‌ای را خیره می‌کند. از طرفی وجود چشمه‌های طبیعی که از دل کوه‌ها سرچشمه می‌گیرند مانند «قبله بلاغی»، «کرمه لی دره»، «آغ گؤل»، «کُهلیق بلاغی»، «قوشابلاغ»، «کهریز» و… صفابخش دلهاست. وجود کوه‌های زیبا و پوشیده از علف و گیاهان مختلف به خصوص گیاهان دارویی و غذایی مانند کاکوتی، پونه، قارچ خوراکی، بابونه، بارهنگ، گزنه، گلسرخ، خاک شیر، گل گاو زبان و ده‌ها نوع دیگر نیز در مزارع و دشت‌های روستا باعث زیبایی دو چندان روستاست. منظره چشم‌نواز کوه آیناخلی در نظرگاه جنوبی روستا، جلوه و شکوه مناظر روستا را بیشتر
- زلزله: این روستا در جریان زمین لرزه ۶٫۳ ریشتری ۲۱ مرداد ۱۳۹۱ اهر و، آسیب قریب ۱۰۰ درصدی دید و اکثر بناهای خشت و گلی آن، تخریب گردید. در جریان این حادثه متأسفانه ۱۰ نفر از اهالی روستا جان خود را از دست دادند؛ ولی از نکات بسیار جالب این اتفاق، زنده بیرون آمدن یکی از ریش سفیدان روستا و چند تن از بستگان وی از زیر آوار